# مارثا بيكر
مارثا بيكر (بالإنجليزية: Martha Baker)‏ هي ممرضة أمريكية، (و. 1838 – 1918 م).